# 弗里蒙特鎮區 (明尼蘇達州威諾納縣)
弗里蒙特鎮區（英語：Fremont Township）是位於美國明尼蘇達州威諾納縣的一個行政鎮區。

## 歷史
弗里蒙特鎮區於1858年設立，得名自探險家約翰·弗里蒙特（John Charles Frémont）。

## 地方資料
弗里蒙特鎮區的面積為92.73平方千米，皆為陸地。根據2020年美國人口普查的數據，當地共有人口314人，而人口密度為每平方千米3.39人。